# 太初 (西汉)
太初（前104年五月—前101年）是汉武帝的第七个年号。汉朝使用太初这个年号一共4年。
太初元年五月改曆，使用太初曆，以建寅之月为岁首（即农历正月）。此前的顓頊曆以建亥为岁首（即農曆十月）。因此太初元年前一年的十月到十二月也算在太初元年里，这一年共有15个月。

## 纪年
| 太初 | 元年    | 二年    | 三年    | 四年    |
| ---- | ------- | ------- | ------- | ------- |
| 公元 | 前104年 | 前103年 | 前102年 | 前101年 |
| 干支 | 丁丑    | 戊寅    | 己卯    | 庚辰    |

## 参看
- 中國年號索引
- 其他时期使用的太初年号

| 前一年號： 元封 | 西漢年號 太初 | 下一年號： 天汉 |